# ESO Multi-Mode Instrument
ESO Multi-Mode Instrument, ou EMMI, est un spectrographe-imageur qui a été installé au New Technology Telescope de l’Observatoire de La Silla (Observatoire européen austral).
EMMI fonctionnait dans les longueurs d’onde allant du proche ultraviolet jusqu’à l’infrarouge proche. Il permettait de faire de l’imagerie sur un champ d’environ 9 minutes par 9 minutes, et de la spectroscopie basse résolution, résolution moyenne et spectroscopie échelle et spectroscopie à fente longue . L'instrument est entré en opérations en 1990 et a été déclassé en 2008 .